# Barranc del Juncar (Talarn)
El barranc del Juncar és un barranc dels termes municipals de Tremp i Talarn que durant un bon tros del seu recorregut és termenal entre aquests dos termes, concretament entre el de Talarn i la part del de Tremp que fou el municipi independent de Gurp de la Conca. Després travessa un tram del terme de Talarn, entra en el de Tremp, dins del seu terme primigeni, passa per l'extrem meridional del nucli urbà de la ciutat de Tremp i torç cap al sud per anar a abocar-se en el barranc de Ricós a les Costes, al sud-est del cementiri municipal.
El barranc del Juncar es forma a la partida de les Gesseres, al límit de Talarn i Tremp (abans, Gurp de la Conca), a los Bacs, al nord-est de Tendrui. Des d'aquest lloc davalla cap al sud-est, en direcció a la ciutat de Tremp, i fa de termenal d'ençà que es forma fins a molt a prop de Tremp, a los Seixols. Després entra en terme de Talarn cosa d'uns 220 metres, fins que en trobar el pont a la Borda del Burrugat es reintegra en el de Tremp, just a ponent de les Cases de l'Orusa i del polígon industrial.
A partir del moment que entra en el nucli urbà de Tremp està canalitzat per sota dels carrers; passa per les Cases Barates, segueix per sota del carrer de l'Acadèmia General Bàsica, després per sota del passeig de Pompeu Fabra, ran de les Cases de Ço de Peroi, prop de la Comissaria dels Mossos d'Esquadra, i per les Pasteretes s'adreça a trobar el barranc de Ricós. Al llarg del seu curs no rep cap afluent rellevant.